# Rudolf Stanček
Rudolf Stanček (Bratislava, 23 maggio 1928 – Bratislava, 8 ottobre 2014) è stato un cestista e allenatore di pallacanestro cecoslovacco.

## Carriera
Partecipò ai Campionati europei del 1953.

## Palmarès

### Allenatore
- Campionato cecoslovacco: 2

Inter Bratislava: 1978-79, 1979-80